# Choda-Afarin-Stausee
Der Choda-Afarin-Stausee (aserbaidschanisch Xudafərin SES) an der aserbaidschanisch-iranischen Grenze befindet sich in der Nähe der iranischen Stadt Janan Lu (persisch جانانلو Dschānānlu, DMG Ğānānlū). Aufgestaut wird der Fluss Aras. Der Stausee dient der elektrischen Energieerzeugung, der Bewässerung und dem Hochwasserschutz.

## Geographie
Er befindet sich 8 km westlich von Chomarlu in der iranischen Provinz Ost-Aserbaidschan und 14 km südwestlich des Dorfes Soltanlı im aserbaidschanischen Rayon Cəbrayıl. Das De-facto-Regime Republik Arzach besetzte das Gebiet im Jahr 1993 während des Ersten Berg-Karabach-Krieges. Während des Krieges um Bergkarabach im Herbst 2020 erlangten die aserbaidschanischen Streitkräfte am 18. Oktober 2020 wieder die Kontrolle über den Damm.

## Geschichte
Der Choda-Afarin-Staudamm wurde in den 1970er-Jahren als gemeinsames Projekt Irans und der Sowjetunion geplant und im Oktober 1977 vertraglich vereinbart. Die Entwürfe für das Stauwehr waren bis 1982 fertiggestellt, Anfang der 1990er-Jahre überarbeitet und gemeinsam mit der neu gegründeten Republik Aserbaidschan festgelegt worden. Im Jahr 1999 wurde mit dem Bau begonnen, obwohl der Projektpartner zum damaligen Zeitpunkt die völkerrechtlich nicht anerkannte Republik Arzach war und Aserbaidschan keinen Zugriff auf die Region hatte. Der Damm wurde 2008 fertiggestellt und es wurde mit dem Aufstauen angefangen. Im Jahr 2010 wurde der Choda-Afarin-Damm in Betrieb genommen.

## Stauwehr
Er befindet sich etwa einen Kilometer flussaufwärts der Brücken von Choda Afarin. Der Aufschüttungsdamm ist 64 m hoch und seine Krone 400 m lang. Der Stau- oder Speicherraum der Hauptsperre kann 1,6 Mrd. m³ Wasser aufnehmen. Neben der Bewässerung landwirtschaftlicher Nutzflächen sollen – laut Betreiberangaben – zwei Wasserkraftwerke Elektrizität mit einer Gesamtleistung von 280 MW erzeugen.